# Lotnisko w Broumovie
Lotnisko Broumov-Martinkovice (cz.: Letiště Broumov-Martínkovice, kod lotniska ICAO LKBR) – lotnisko Aeroklubu Broumovskiego. Jest ono usytuowane 2,5 km od centrum Broumova, godziny pracy lotniska: soboty i niedziele od 7 do 14.